# Srebrniki
Srebrniki – wieś w Polsce położona w województwie kujawsko-pomorskim, w powiecie golubsko-dobrzyńskim, w gminie Kowalewo Pomorskie.

## Podział administracyjny
W latach 1975–1998 miejscowość administracyjnie należała do województwa toruńskiego. Pierwsze wzmianki pochodzą z roku 1262

## Demografia
Według Narodowego Spisu Powszechnego (III 2011 r.) wieś liczyła 290 mieszkańców. Jest dwunastą co do wielkości miejscowością gminy Kowalewo Pomorskie.

## Zabytki
Według rejestru zabytków NID na listę zabytków wpisany jest kościół parafialny pw. Matki Bożej Śnieżnej z XV w., nr rej.: A/351 z 13.07.1936.